# أوليفر جاك هاموند
أوليفر جاك هاموند هو لاعب كرة قدم محترف يلعب كلاعب خط وسط في نادي أولدهام أثلتيك في الدوري الوطني. وهو لاعب دولي مع منتخب ويلز تحت 21 عامًا.

## المسيرة الرياضية
- نوتنغهام فورست

انضم هاموند إلى أكاديمية نوتنغهام فورست في سن الثامنة. واصل التقدم عبر الفئات العمرية في الأكاديمية، وحصل في النهاية على أول عقد احترافي له مع النادي في 30 مارس 2021. ظهر لأول مرة مع فورست في 24 أغسطس 2021، حيث بدأ في مباراة كأس رابطة الأندية الإنجليزية المحترفة ضد ولفرهامبتون واندررز. في 20 يوليو 2023، وقع هاموند عقدًا جديدًا لمدة عام واحد مع فورست.
في 1 أغسطس 2023، وقع هاموند مع نادي تشيلتنهام تاون من دوري الدرجة الأولى على سبيل الإعارة، وعاد إلى فورست في 2 يناير 2024.  

- أولدهام أثليتيك

في 19 يناير 2024، وقع هاموند عقدًا لمدة 18 شهرًا مع نادي أولدهام أثلتيك في الدوري الوطني مقابل رسوم غير معلنة. 

## المسيرة الدولية
يتأهل أوليفر هاموند للعب مع ويلز دوليًا من خلال والدته. تم استدعاؤه إلى تشكيلة ويلز تحت 21 عامًا في 4 أكتوبر 2021. 